# Jacopo Saltarelli
Jacopo d’Andrea Saltarelli (* um 1459 in Florenz) war ein italienisches Malermodell, arbeitete bei einem Goldschmied und ging der homosexuellen Prostitution nach. Über Saltarelli gibt es nur spärliche Lebensdaten, sein Todestag ist nicht bekannt. Aktenkundig ist nur, dass er in Florenz sehr häufig im Zusammenhang mit Denunziationen wegen homosexueller Handlungen mit bekannten oder einflussreichen Personen aufgefallen ist.

## Anklage wegen Sodomie
Im April 1476 wurde der 17-jährige Jacopo d’Andrea Saltarelli zusammen mit Leonardo da Vinci der Sodomie (hiermit war im Mittelalter und in der Frühen Neuzeit Homosexualität gemeint) anonym beschuldigt. Die schriftliche Anzeige, die neben Leonardo auch Bartolomeo di Pasquino, Baccino und Lionardo de Tornabuoni, einen Neffen von Lucrezia Tornabuoni, als Beteiligte nannte, war in den Tamburo eingeworfen worden, den die Signoria von Florenz in der Nähe des Palazzo Vecchio für anonyme Beschuldigungen aufgestellt hatte. Vor die Behörde der Ufficiali di notte e dei monasteri kam der Fall am 9. April 1476.
Der Text des anonymen Briefes lautet: Notifico a voi Signori Officiali come egli è vera cosa che Jacopo Saltarelli fratello carnale di Giovanni Salterelli… Lionardo di ser Piero da Vinci sta con Andrea del Verrochio […] Questi hanno avuto a soddomitare decto Jacopo, et così vi fo fed.
Der Prozess erregte in Florenz und Umgebung großes Aufsehen. Die Angelegenheit wurde innerhalb von zwei Monaten zweimal verhandelt, ohne dass jedoch Zeugenaussagen oder Beweismittel existierten. Durch die Fürsprache der Familien der weiteren Angeklagten und von Leonardos Freund und Lehrer Andrea del Verrocchio wurde die Klage fallen gelassen und die vier Männer aus dem Gefängnis entlassen.

## Film und Fiction
In der britisch-amerikanischen Historienserie Da Vinci’s Demons spielt Christopher Elson die Rolle des Jacopo Saltarelli.
Jacopo Saltarelli gehört zum beliebten Personal in den zahllosen Biografien, Romanen und romanhaften Biografien über Leonardo da Vinci, so z. B. bei Dan Brown, Georg Illickmann, Robin Maxwell, Charles Nicholl, Matteo Strukul, Kathleen Tracey, Maike Vogt-Lüerssen.